# Divizní admirál
Divizní admirál je admirálskou hodností v několika námořnictvech. Odpovídá hodnosti kontradmirála například v Royal Navy či US Navy.

## Belgie
V Námořní složce ozbrojených sil Belgie je hodnost divizního admirála (francouzsky amiral de division, nizozemsky divisieadmiraal) vyšší než admirál flotily a nižší než viceadmirál. Odpovídající hodností v ostatních složkách je generálmajor.

Hodnostní označení divizního admirála belgického námořnictva

## Itálie
V Italském námořnictvu, je hodnost ammiraglio di divisione vyšší než contrammiraglio a nižší než ammiraglio di squadra (admirál eskadry). Jeho ekvivalentem v italské armádě a letectvu jsou hodnosti generale di divisione a generale di divisione aerea (divizní generál).

Hodnostní označení ammiraglio di divisione na náramenících
Rukávová insignie ammiraglio di divisione